# Louis-Fürnberg-Archiv

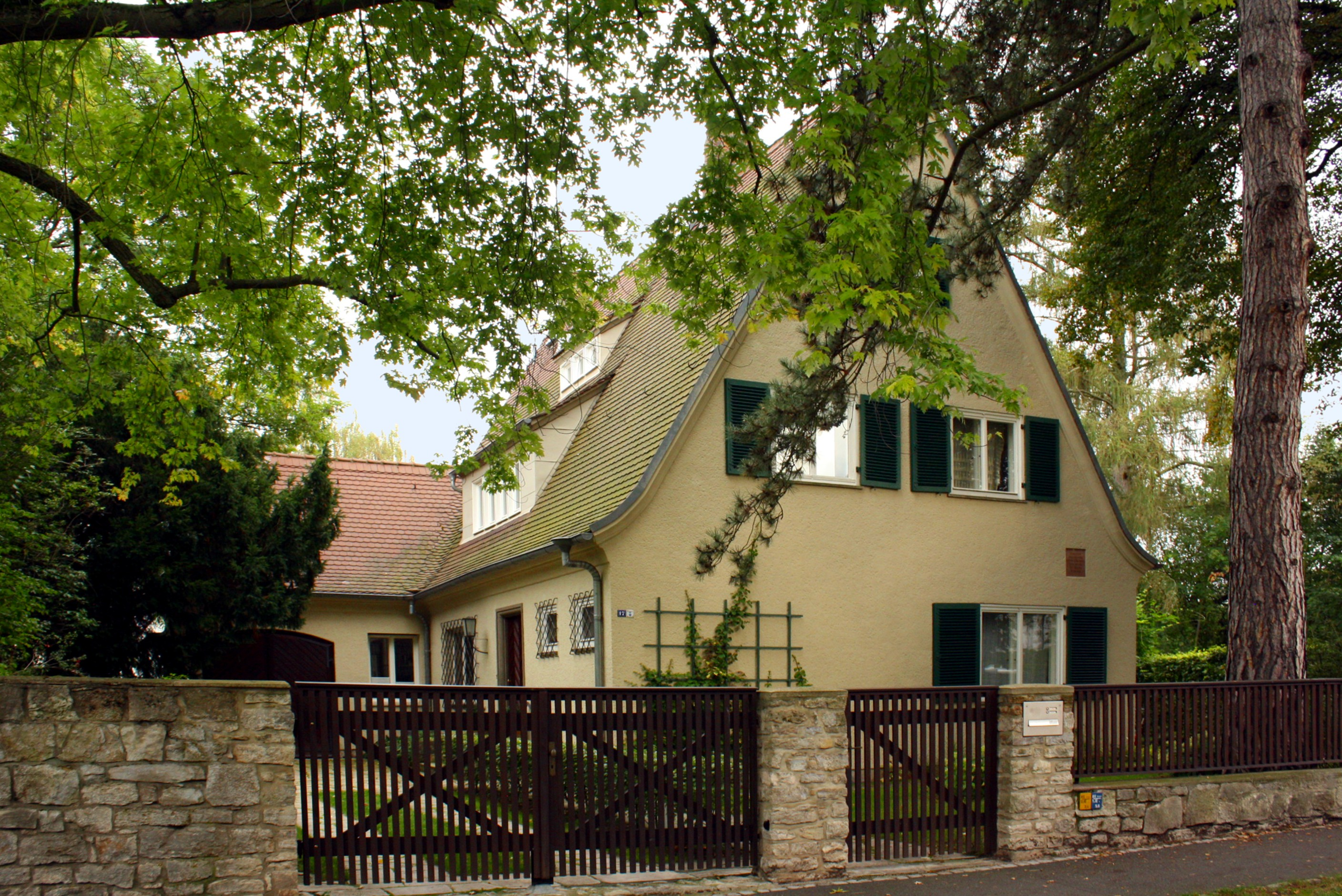
Rainer-Maria-Rilke-Straße 17

Das Louis-Fürnberg-Archiv oder das Fürnberghaus mit Grundstück ist ein denkmalgeschütztes Gebäude in der Rainer-Maria-Rilke-Straße 17 in Weimar. 

## Geschichte
Es entstand 1935/36 nach dem Entwurf von Ernst Flemming. Bauherr war der Rechtsanwalt Dr. Erich Müller. Das eingeschossige verputzte Ziegelgebäude ist mit seinem Giebel zur Straße ausgerichtet. Es besitzt ein steiles ziegelgedecktes Satteldach und Klappläden bzw. dekorativen Fenstergittern im Erdgeschoss. Es schließt sich eine Garage an. Es gehört zur Heimatschutzarchitektur der 1930er Jahr. Das Gebäude ist nahezu unverändert im bauzeitlichen Zustand. Von 1954 bis 1957 war das Haus Wohnsitz des Schriftstellers, Kommunisten und stellvertretenden Direktors der Nationalen Forschungs- und Gedenkstätten in Weimar Louis Fürnberg. Er starb auch in diesem Haus. Nach seinem Tod leitete seine Witwe Lotte Fürnberg, die langjährig als Rundfunkredakteurin tätig war, das Louis-Fürnberg-Archiv in Weimar. Sie starb im Januar 2004 mit 92 Jahren in Weimar. Das Louis-Fürnberg-Archiv in Weimar, das zugleich eine Gedenkstätte ist, wurde von 1957 bis 1961 unter der Leitung der Akademie der Künste eingerichtet. An der Giebelwand befindet sich eine Gedenktafel für Fürnberg.